# Igor Tchoudinov
Pour les articles homonymes, voir Tchoudinov.
Igor Vitalyevitch Tchoudinov (Игорь Витальевич Чудинов), né le 21 août 1961, est un homme d'État du Kirghizistan qui fut premier ministre du 24 décembre 2007 au 21 octobre 2009. Il était auparavant ministre de l'Énergie et de l'industrie.

## Carrière
En décembre 2007, à la suite de la démission du Premier ministre Iskenderbek Aidaraliyev, des élections législatives ont lieu, et sont remportées par le parti Ak Jol,. Tchoudinov accède alors au poste de premier ministre.
Tchoudinov est d'appartenance ethnique russe, et ne parle pas le kirghiz.